# Koerdistan Medaille
De "Kurdistan Madalyasi", werd in 1846 door de Turkse Sultan Abdülmecit de Eerste (1839-1861) ingesteld. Deze campagnemedaille herdacht de onderdrukking door veldmaarschalk Osman Pasha van de door Bedirhan Pasha aangevoerde Koerden. De opstandelingen leden bij de burcht van Orak een vernietigende nederlaag. De aanvoerders werden gevangengenomen en in Constantinopel ter dood gebracht.
Er werden medailles in meerdere graden verleend.
- De met grote roosgeslepen diamanten omrande grote gouden medaille met een doorsnede van 29 millimeter.

Deze medaille droeg de sultan zelf.
- De met roosgeslepen diamanten omrande gouden medaille met een doorsnede van 29 millimeter
- De met kleine roosgeslepen omrande ingezette gouden medaille met een doorsnede van 29 millimeter

Deze medailles waren voor de Grootvizier en de ministers.
Voor de Turkse officieren en soldaten waren er drie of vier verschillende medailles.
- De gouden medaille met een doorsnede van 29 millimeter
- De gouden medaille met een doorsnede van 26½ millimeter
- De zilveren medaille met een doorsnede van 29 millimeter
- De zilveren medaille met een doorsnede van 26½ millimeter
- De bronzen medaille met een doorsnede van 26½ millimeter.

Op de voorzijde van de medaille staat de tughra van Sultan Abdülmecit I en op de keerzijde een afbeelding van een berglandschap en de in het Arabisch gestelde inschrift "Koerdistan 1623". Het lint voor de medailles was zoals gebruikelijk zalmrood met groene boorden. Alle medailles werden doorboord om ze zo aan het lint te kunnen hangen.
Medailles en eretekens van het Ottomaanse Rijk

Chelengk · 
Orde van het Huis van Osman · 
Orde van het Verheven Portret · 
Orde van de Halve Maan · 
Orde van de Glorie · 
Orde van de Eer · 
Hoge Orde van de Eer · 
Orde van Osmanie · 
Orde van Mejidie · 
Orde van Liefdadigheid · 
Orde van Onderwijs · 
Orde van het Ottomaanse Parlement · 
Orde van Verdienste voor de Landbouw ·
Medaille van de Orde van de Eer · 
Liyakat Medaille · 
IJzeren Halve Maan · 
De lijst van 21 Turkse campagnemedailles

Medailles en ertetekens van de Turkse Republiek

Turkse Onafhankelijkheidsmedaille · 
Orde van Verdienste van de Turkse Strijdkrachten · 
Legioen van Aanbeveling van de Turkse Strijdkrachten · 
Legioen van Eer van de Turkse Strijdkrachten · 
Legioen van Verdienste van de Turkse Strijdkrachten · 
Medaille van Eer van de Turkse Strijdkrachten · 
Medaille van de Strijdkrachten voor Belangrijke Diensten · 
Medaille van de Strijdkrachten voor Opvallende Moed en Zelfopoffering · 
Medaille voor Eervolle Vermelding van de Turkse Strijdkrachten · 
Medaille voor Prestaties van de Turkse Strijdkrachten